# Chronologie du transfert de l'obélisque de Louxor à Paris

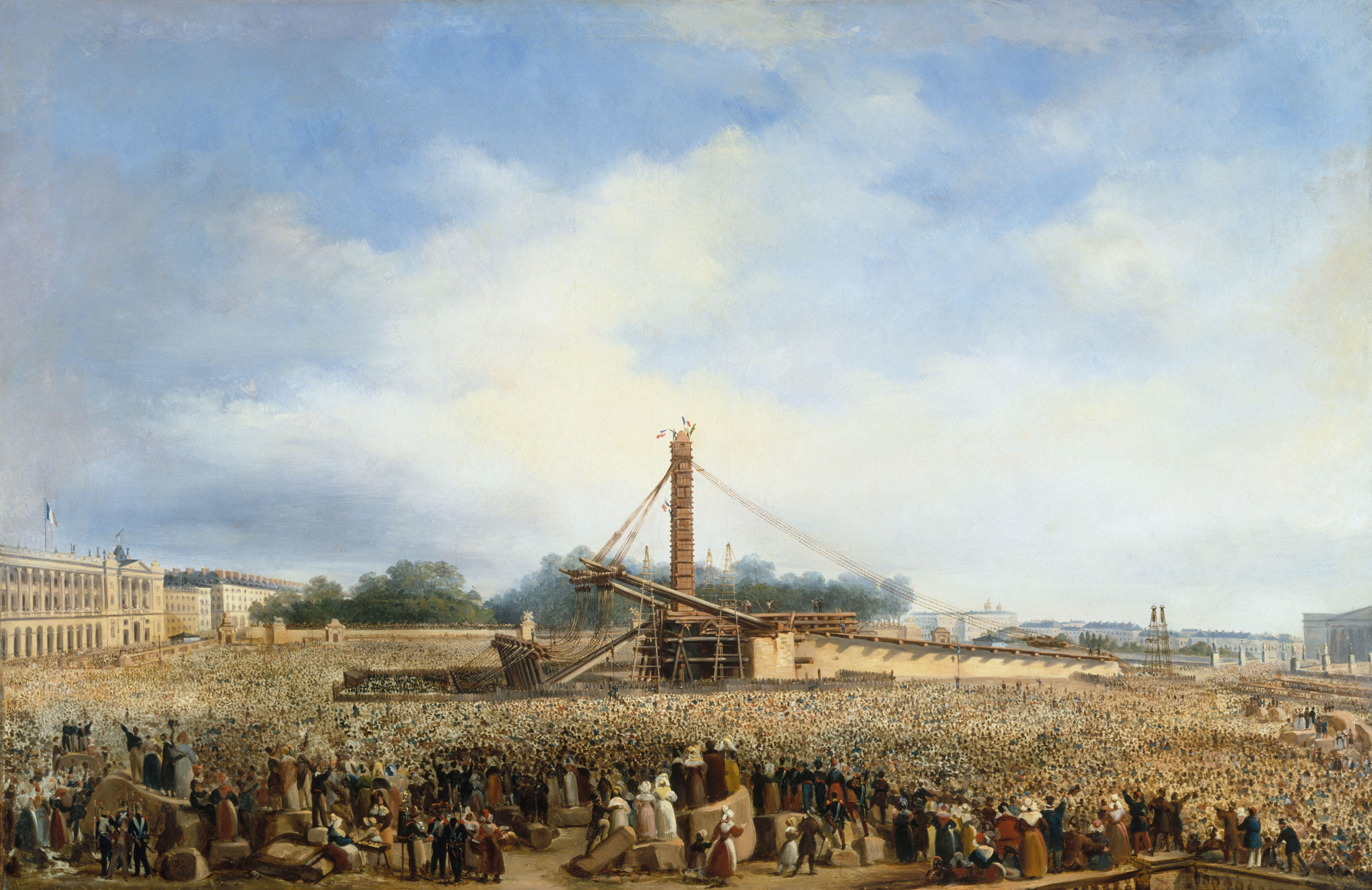
Érection de l'obélisque de Louxor sur la place de la Concorde, le 25 octobre 1836, par François Dubois (1790-1871)

L'« obélisque de Louxor » a été déplacé du temple d’Amon à Louxor en Égypte puis érigé place de la Concorde à Paris en France le 25 octobre 1836.

## Le transport puis l'érection de l'obélisque

### 1828
- août :  Jean-François Champollion arrive en Égypte à la tête d'une mission franco-toscane[a 1].
- 23 novembre : Jean-François Champollion admire pour la première fois les deux obélisques de Louxor[a 2].

### 1829
- mars : Jean-François Champollion est de retour à Louxor, il donne sa préférence à l'obélisque le plus à l'ouest[a 3].
- novembre : Jean-François Champollion remet à Méhémet Ali, vice-roi d'Égypte, un mémoire sur la défense des antiquités égyptiennes[a 3].
- 13 novembre : le ministre français de la Marine crée une commission pour étudier le transport des obélisques[a 4]. Cette commission définit les caractéristiques du navire Louxor, bâtiment qui sera construit par l'arsenal de Toulon.

### 1830
- 6 janvier : le baron Isidore Taylor dit « le Baron Taylor », homme d'art et philanthrope français, est nommé commissaire du roi auprès du pacha d’Égypte[a 5].
- janvier : le parlement vote un crédit de 300 000 francs suivi d'un second crédit de 200 000 francs[a 6].
- 31 mai : le baron Isidore Taylor est reçu à Alexandrie par Méhémet Ali[a 5].
- 26 juillet : le Louxor est mis à l'eau[a 5].
- 29 septembre : Jean-François Champollion rédige son rapport Obélisques égyptiens à transporter à Paris au ministre de la Marine[a 7].
- 29 novembre : l’Égypte fait officiellement cadeau à la France des deux obélisques[a 5].

### 1831
- 15 avril : le Louxor quitte le port de Toulon[a 6].
- 3 mai : le Louxor fait escale à Alexandrie[a 8].
- 15 juin : le Louxor quitte Alexandrie[a 9].
- 7 juillet : le Louxor quitte Rosette[a 10].
- 14 août : le Louxor arrive à Louxor[a 11].
- 23 octobre : l'obélisque est abattu[a 12].
- 19 décembre : l'obélisque est embarqué dans le Louxor[a 13].

### 1832
- 4 mars : Jean-François Champollion meurt à 41 ans à Paris, il ne verra jamais l'obélisque à Paris[a 14].
- 10 août : l'architecte Jacques Hittorff est nommé architecte de la place de la Concorde[a 8].
- 25 août : le Louxor quitte Thèbes[a 15].
- 2 octobre : le Louxor arrive à Rosette[a 16].

### 1833

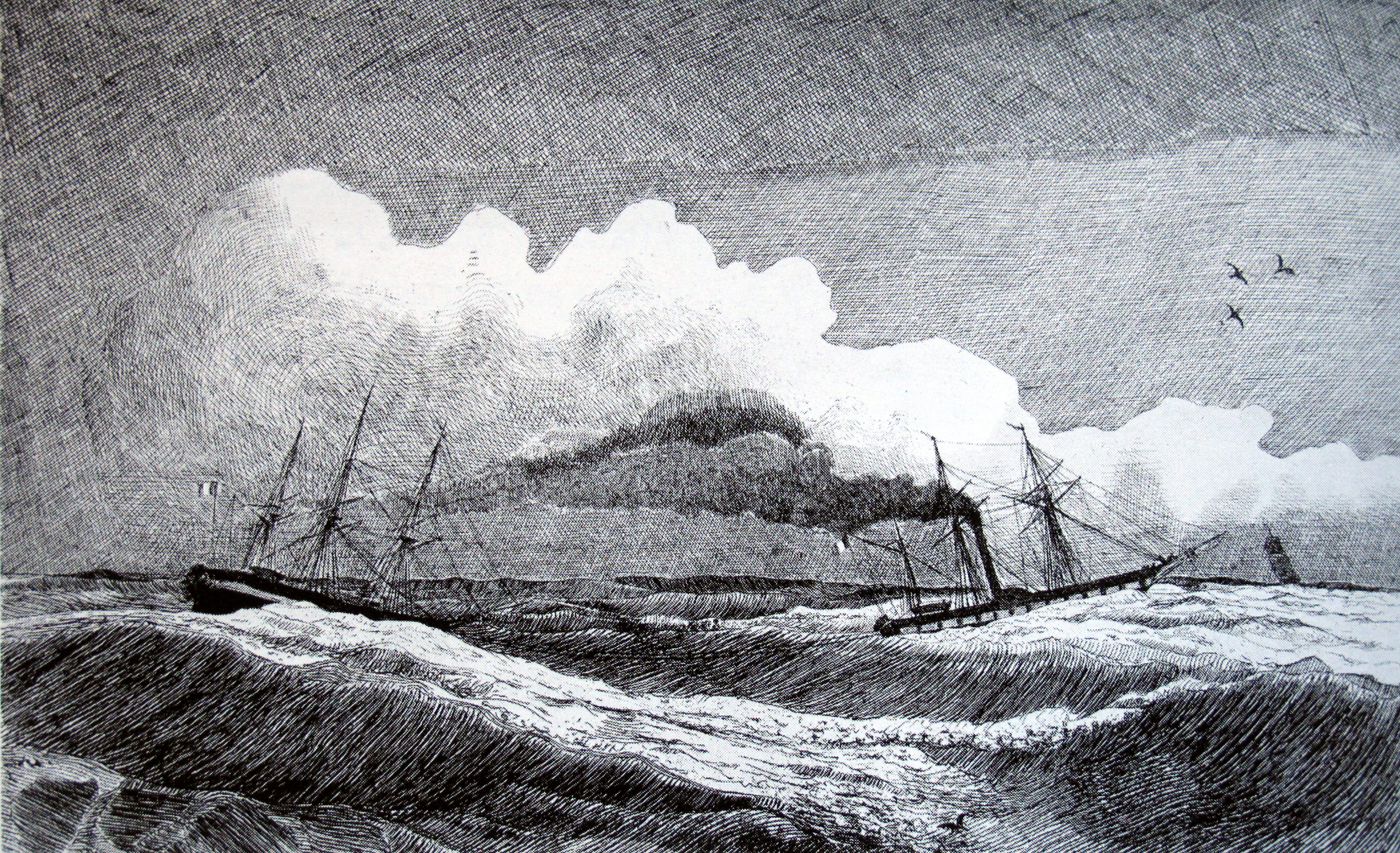
Le Louxor remorqué par le Sphinx lors de son voyage de retour vers la France.

- 1er janvier : le Louxor franchit la barre du Nil[a 17].
- 2 janvier : le Louxor arrive à Alexandrie[a 18].
- 1er avril : le remorqueur le Sphinx permet au Louxor de quitter Alexandrie[a 19].
- 6 avril : les deux navires font escale à l'île de Rhodes[a 20].
- 23 avril : les deux navires font escale à l'île de Corfou pour permettre le réapprovisionnement en charbon[a 21].
- 10 mai : arrivée en France à Toulon[a 21].
- 22 juin : départ vers Paris[a 21].
- 30 juin : escale en territoire britannique à Gibraltar[a 8].
- 12 juillet : escale au Portugal au cap Saint-Vincent[a 8].
- 20 juillet : escale en Espagne à La Corogne[a 22].
- 12 août : arrivée en France à Cherbourg[a 23].
- 2 septembre : le Louxor reçoit la visite du roi Louis-Philippe Ier[a 24].
- 12 septembre : Le Louxor reprend son périple vers Paris[a 25].
- 14 septembre : le Louxor commence à remonter la Seine et arrive à Rouen[a 25].
- 23 décembre : le Louxor arrive au pont de la Concorde à Paris[a 26].

### 1834
- 9 et 10 août : l'obélisque est extrait du Louxor puis hissé sur la rampe du pont de la Concorde[a 27].

### 1835
- 24 avril : le projet d'aménagement de la place de la Concorde, tel que présenté par l'architecte Jacques Hittorff au conseil municipal de Paris, est adopté[a 28].
- En juillet : le Louxor, encore remorqué par le Sphinx, va chercher à proximité immédiate de l’Aber-Ildut en Bretagne les blocs de granite du futur piédestal[1].
- 5 septembre : les blocs de granite sont chargés à bord du Louxor[a 29].
- 15 décembre : les cinq blocs de granite arrivent à Paris[a 29].

### 1836
- En avril : les blocs de granite sont déchargés du Louxor[a 29].
- 17 avril : l'obélisque est halé depuis la rampe du pont de la Concorde jusqu'à la place de la Concorde[a 30].
- 16 août : l'obélisque est déplacé jusqu'au viaduc d'élévation[a 31].
- 1er octobre : l'obélisque est déplacé jusqu'au piédestal[a 32].
- 25 octobre : l'obélisque est érigé sur son piédestal[a 33].

### 1839
- Des inscriptions sont portées sur les quatre faces du piédestal[a 34] :

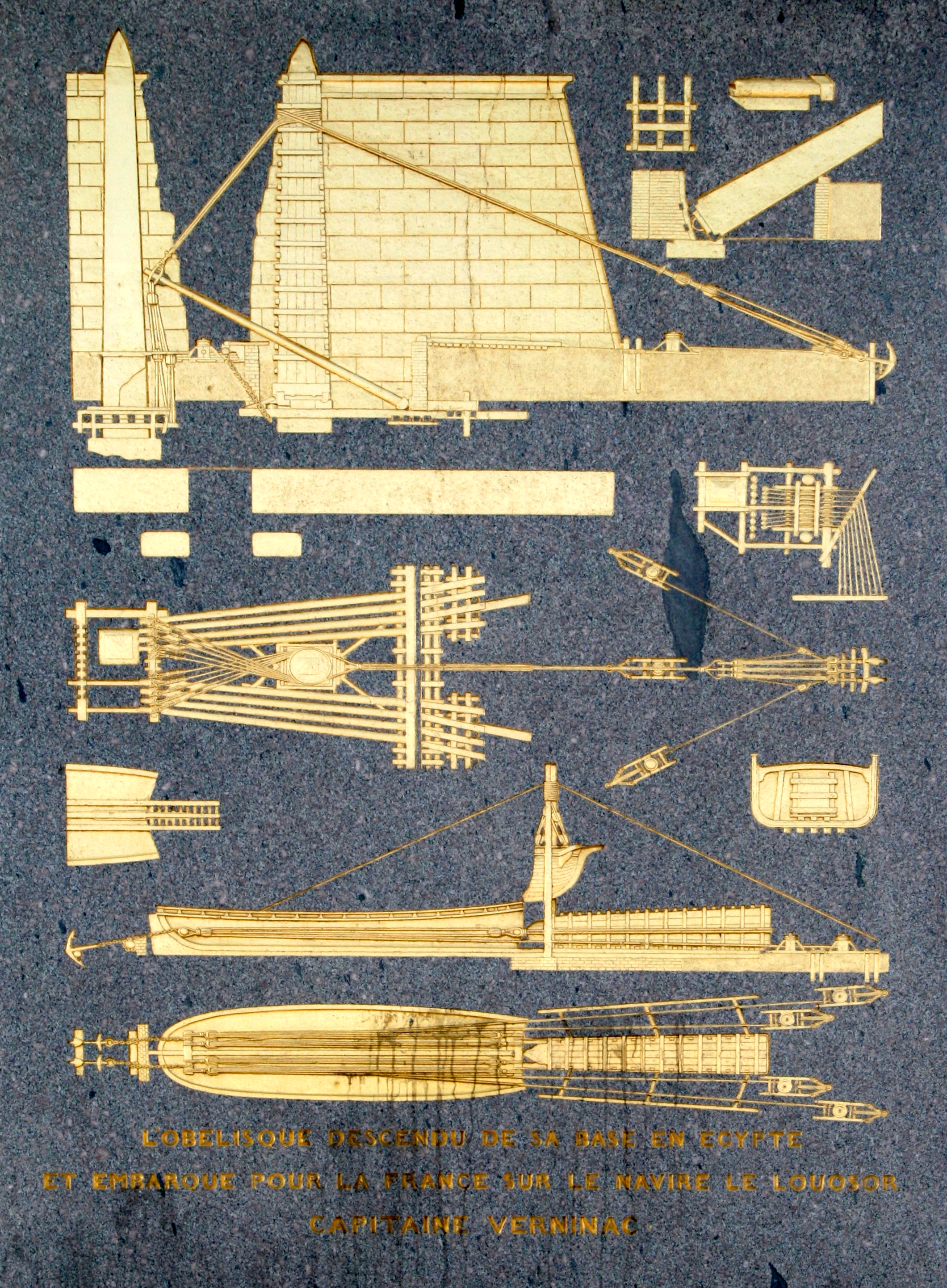
Inscription sous l'illustration : L’OBELISQUE DESCENDU DE SA BASE EN EGYPTE ET EMBARQUE POUR LA FRANCE SUR LE NAVIRE LE LOUQSOR CAPITAINE VERNINAC
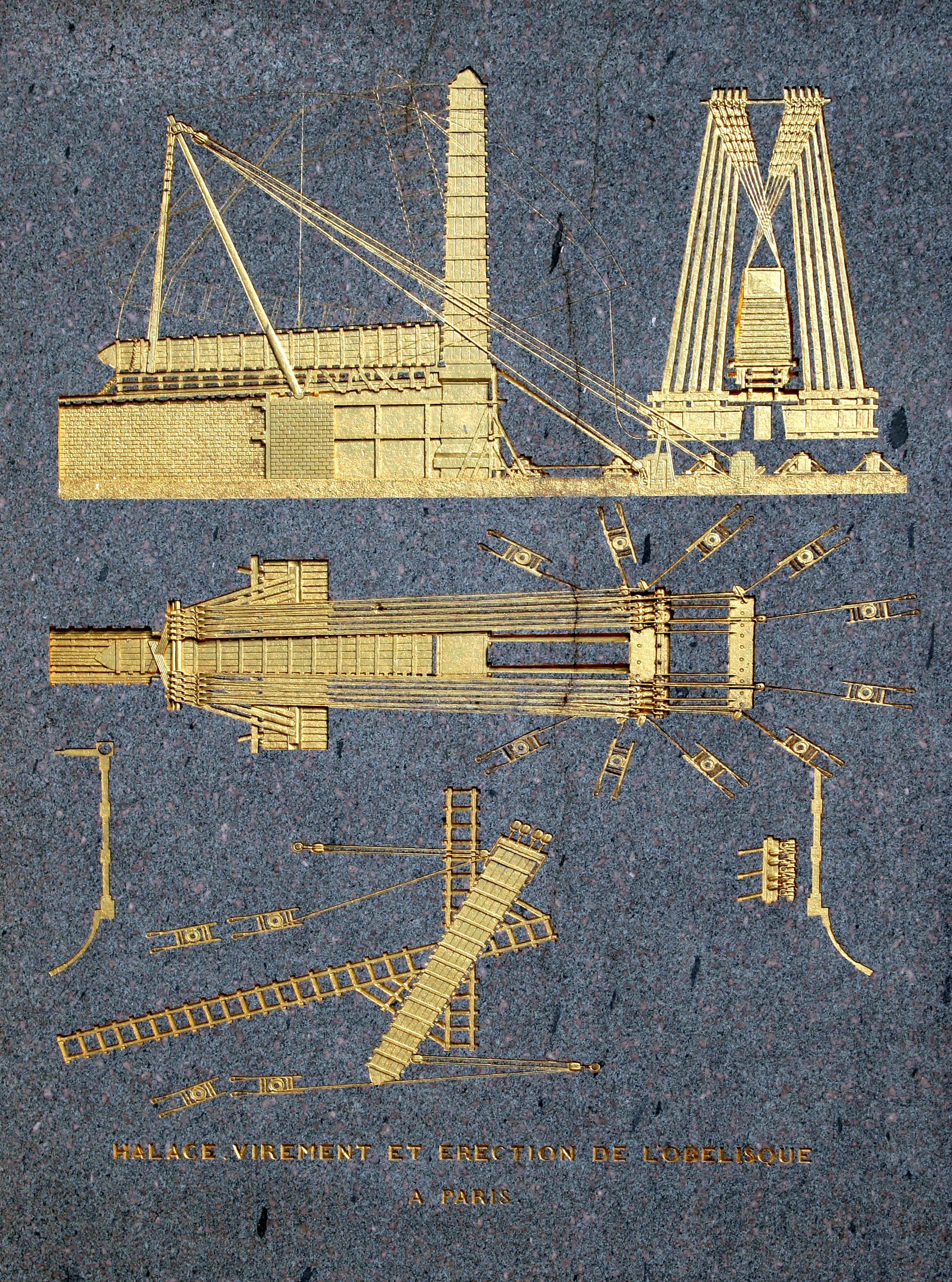
Halage, virement et érection de l'obélisque à Paris.
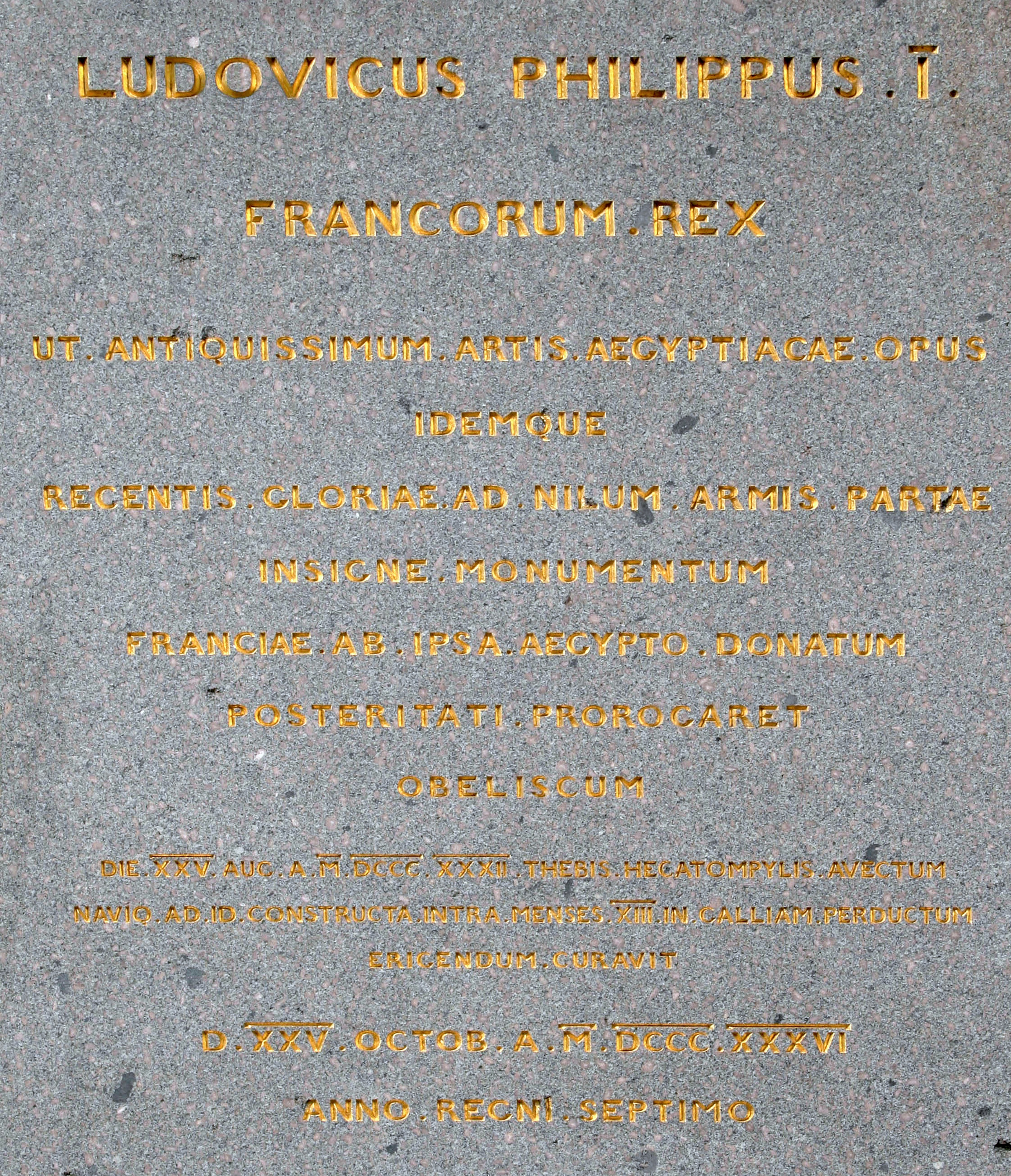
Inscription en latin : érection de l’obélisque le 25 octobre 1836 en présence du roi Louis-Philippe.
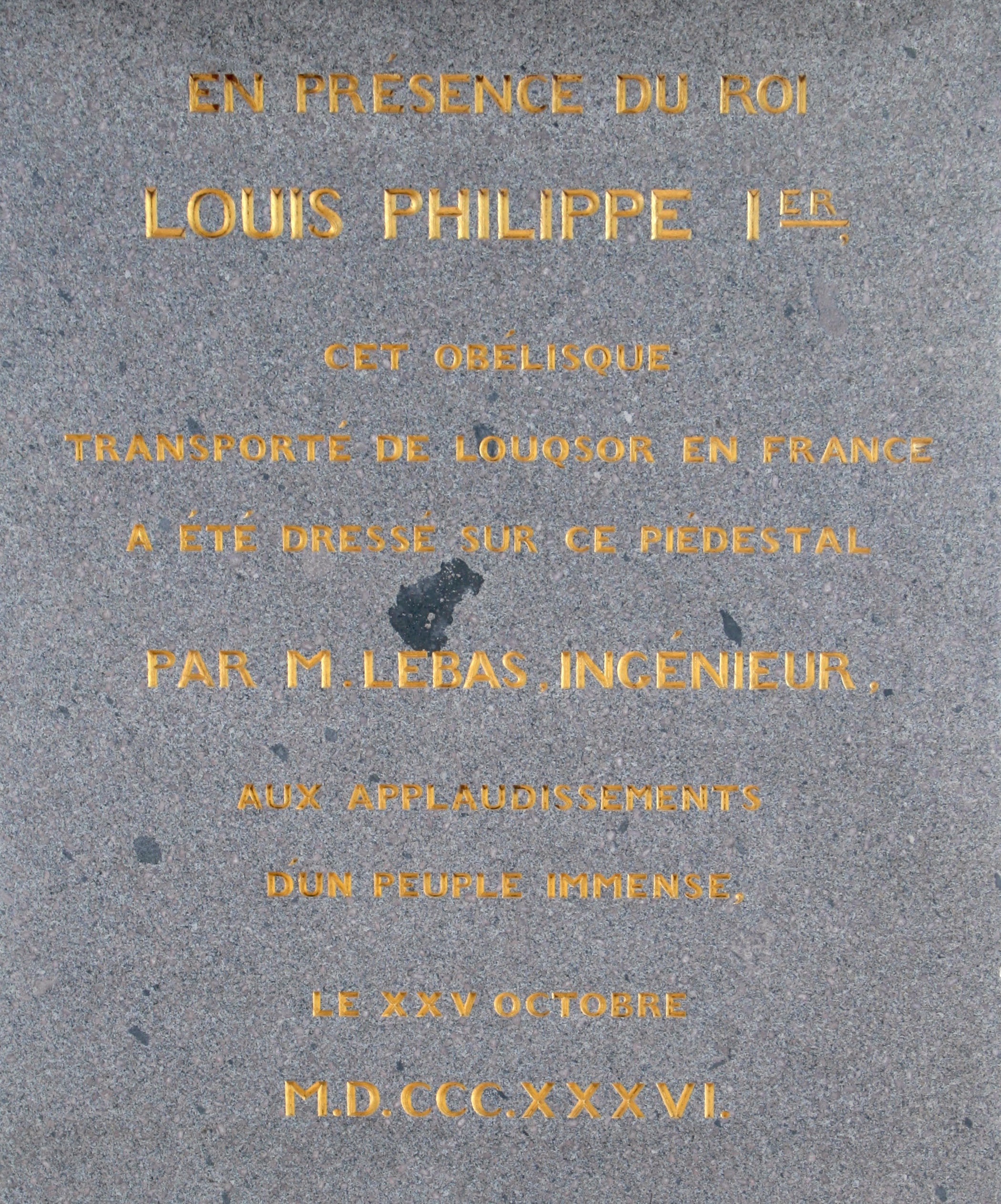
Inscription en français : érection de l’obélisque le 25 octobre 1836 en présence du roi Louis-Philippe.

## AuXXesiècle

### 1937
- 13 avril : l'obélisque est classé à l'inventaire des monuments historiques[2].

### 1998
- 14 mai : le pyramidion métallique est posé au sommet de l'obélisque[a 35].

## Pour approfondir